# 侧翼 (建筑)

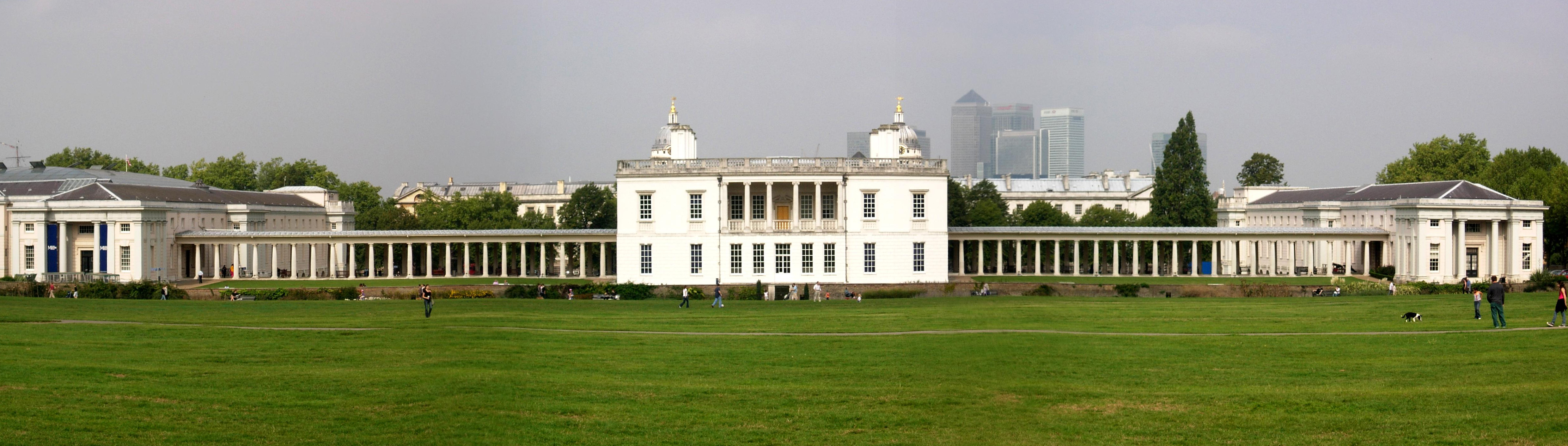
从天文台山麓俯瞰格林尼治的王后宫，可见1635年的原建筑和1807年扩建的由列柱相连两个侧翼

侧翼，又称翼楼，是主楼的附属部分。各个侧翼可以直接与主楼相邻，也可以单独建造，然后通过列柱或凉棚等连接结构与主楼相连。新建筑可以始建时就包含侧翼，也可以在之后的扩建或改建中加入侧翼。

## 书目
- Pevsner, Honour, Fleming: Lexikon der Weltarchitektur, 2nd edn., 1987, Prestel-Verlag, ISBN 3-7913-0652-9.